# 氣象大學校
气象大学校（日语：／ Kishō Daigakkō */?）以培养气象厅干部职员为目的而设立的气象厅直属单位。位于千叶县柏市。
学生作为气象厅职员，是国家公务员，享受工资待遇（2003年，月薪144,000日元）。这种性质的工资在防卫大学校、防卫医科大学校、海上保安大学校等学校都有。
校区内有智明寮和东京雷达。但是，東京雷达不属于气象大学校的设施，一般不得入内。

## 沿革

### 年表
- 1922年（大正11年）9月 - 中央氣象台附屬測候技術官養成所成立
- 1939年（昭和14年）10月 - 改稱中央氣象台附屬氣象技術官養成所
- 1951年（昭和26年）4月 - 改為中央氣象台研修所
- 1956年（昭和31年）7月 - 改為氣象廳研修所
- 1962年（昭和37年）4月 - 改為氣象大學校，大學部為2年制
- 1964年（昭和39年）4月 - 大學部改為4年制
- 1991年（平成3年）12月 - 大學部畢業生授予學士（理學）學位